# Marcos José dos Santos
Marcos José dos Santos (ur. 2 marca 1974 w Lupionópolis) – brazylijski duchowny katolicki, biskup Cornélio Procópio od 2022.

## Życiorys
12 lutego 2000 otrzymał święcenia kapłańskie i został inkardynowany do archidiecezji Londrina. Był pracownikiem archidiecezjalnych seminariów duchownych, administratorem parafii św. Jana Pawła II, koordynatorem duszpasterstwa w archidiecezji oraz proboszczem parafii NMP Łaskawej w Centenário do Sul.
22 czerwca 2022 papież Franciszek mianował go biskupem diecezji Cornélio Procópio. Sakry udzielił mu 13 sierpnia 2022 arcybiskup Geremias Steinmetz.